# Friedrich Dingeldey
Friedrich Dingeldey (Darmstadt, 16 de dezembro de 1859 – Darmstadt, 24 de setembro de 1939) foi um matemático alemão.

## Educação e carreira
Após a educação secundária no Ludwig Georg Gymnasium em Darmstadt, Dingeldey estudou na Universidade de Giessen, Universidade de Leipzig e Universidade de Munique.
De 1886 a 1892 lecionou em Darmstadt e Groß-Gerau. Em 1885 Dingeldey obteve um doutorado na Universidade de Leipzig, orientado por Felix Klein e Carl Neumann, com a tese Über die Erzeugung von Curven vierter Ordnung durch Bewegungsmechanismen. Em 1889 completou a habilitação na Universidade Técnica de Darmstadt com a obra Über einen neuen topologischen Process und die Entstehungsbedingungen einfacher Verbindungen und Knoten in gewissen geschlossenen Flächen. Suas pesquisas seguiram o trabalho do matemático vienense Oskar Simony. Em 1894 foi eleito membro da Academia Leopoldina.
Dingeldey editou as novas edições das traduções da língua alemã dos textos sobre cônicas de George Salmon (atualizando edições prévias de Wilhelm Fiedler) e escreveu em 1903 um artigo sobre cônicas para a Encyklopädie der mathematischen Wissenschaften. Em 1908 foi palestrante convidado (Invited Speaker) no Congresso Internacional de Matemáticos em Roma.

## Publicações selecionadas
- Topologische Studien über die aus ringförmig geschlossenen Bändern durch gewisse Schnitte erzeugbaren Gebilde, B. G. Teubner, Leipzig 1890 (archive.org, archive.org, archive.org)
- Sammlung von Aufgaben zur Anwendung der Differential- und Integralrechnung, B. G. Teubner, Leipzig Berlin
  - Erster Teil. Aufgaben zur Anwendung der Differentialrechnung, 1910[5]
  - Zweiter Teil. Aufgaben zur Anwendung der Integralrechnung, 1913[6] (archive.org, archive.org)
- «Zur Erinnerung an Sigmund Gundelfinger». Jahresbericht der Deutschen Mathematiker-Vereinigung. 26: 75–99. 1918